# 卡拉米塞爾
卡拉米塞爾是土耳其的城鎮，位於該國西北部，由科賈埃利省負責管轄，面積584平方公里，2009年人口46,132。1999年8月17日發生的大地震中，該鎮164名居民死亡。

## 外部連結
- District's governor （页面存档备份，存于）
- Karamürsel （页面存档备份，存于） (Paul Dion's Karamürsel Website)
- Karamursel American School （页面存档备份，存于）
- The American Military in Turkey （页面存档备份，存于）
- Karamürsel Photographs （页面存档备份，存于）
- （页面存档备份，存于）
- KaramürselCity Local Web Site
- Karamürsel Photos

40°41′21″N 29°36′54″E / 40.68917°N 29.61500°E